# Сезонът на буквите
„Сезонът на буквите“ (на английски: Bee Season) е американска филмова адаптация на едноименния роман, написан от Майла Голдбърг. Филмът е режисиран от Скот Макгихи и Дейвид Сийгъл по сценарий на Наоми Фонър Джилънхоу и във филма участват Ричард Гиър и Жулиет Бинош.

## Актьорски състав
- Ричард Гиър – Сол
- Жулиет Бинош – Мириам
- Флора Крос – Елиза
- Макс Мингела – Арън
- Кейт Босуърт – Чали